# 計量研究所
通商産業省工業技術院計量研究所（けいりょうけんきゅうしょ、英: National Research Laboratory of Metrology; NRLM）は、計量や計測を取り扱う日本の国立研究所。2001年4月に産業技術総合研究所に統合された。

## 沿革
1903年に農商務省の中央度量衡器検定所として発足。中央度量衡検定所、中央計量検定所（英: Central Inspection Institute of Weights and Measure）への改名を経て、1961年から計量研究所となる。この間、所管は農商務省から商工省（工業技術庁）、通商産業省（工業技術庁、後 工業技術院）へと変わっており、1979年には東京都板橋区から茨城県新治郡桜村（現在のつくば市）へ移転した（筑波研究学園都市も参照）。2001年1月6日の中央省庁再編に伴い、通商産業省工業技術院は廃止され、経済産業省産業技術環境局および経済産業省産業技術総合研究所として再発足した。つづいて同年4月に産業技術総合研究所が経済産業省の機関から独立行政法人へ組織変更したことに伴い、計測標準に関する研究と業務は産業技術総合研究所計量標準総合センター（英: National Metrology Institute of Japan; NMIJ）が行うことになった。計量標準総合センターには計量研究所だけでなく、計量教習所や電子技術総合研究所標準部、物質工学工業技術研究所標準部も一緒に統合された。2015年に産業技術総合研究所が独立行政法人から国立研究開発法人となり、計量標準総合センターの計測標準研究部門を工学、物理、物質、分析の4部門に分割した。2024年現在の計量標準総合センターは、工学計測標準研究部門、物理計測標準研究部門、物質計測標準研究部門、分析計測標準研究部門、計量標準普及センター、研究企画室、連携推進室を擁する組織になっている。

## 刊行物

### 図書
- 中央度量衡検定所 編『大日本帝国度量衡原器及度量衡器概覧』農商務省中央度量衡検定所、1915年（大正4年）、doi:10.11501/966507。
- 中央度量衡検定所 編『度量衡原器及副原器の説明』日本度量衡協会、1919年（大正8年）、doi:10.11501/958107。
- 中央度量衡検定所 編『世界ノ度量衡』商工省中央度量衡検定所、1931年（昭和6年）、doi:10.11501/1175034。
- 『工業技術院中央計量検定所創立50周年記念論文集』工業技術院中央計量検定所創立50周年記念刊行事業委員会、1958年、doi:10.11501/2492343。
- 『工業技術院中央計量検定所五十年史』工業技術院中央計量検定所創立50周年記念刊行事業委員会、1961年、doi:10.11501/2494235。
- 小泉袈裟勝『度量衡の歴史』工業技術院中央計量検定所創立50周年記念刊行事業委員会、1961年、doi:10.11501/2494247。

### 報告・年報
- 『中央度量衡検定所報告』1912年（明治45年/大正元年度）[15] - 1925年（大正14年度）[16][注 1]。
- 『度量衡年報』1926年（大正14年/昭和元年度）[17] - 1937年（昭和12年度）[18][注 2]。
- 『中央計量検定所報告』1951-1961年、NDLJP:2384645、ISSN 0529-682X。
- 『計量研究所年報』1952[20] - 1963年（昭和38年度）[21]。
- 『中央計量検定所調査報告』1956-1961年、NDLJP:1866752。
- 『計量研究所報告』1961-2000年、NDLJP:3381079、ISSN 0368-6051。

後進として
- 『産総研計量標準報告』2004年、NDLJP:10315630。

がある。